# Montieren

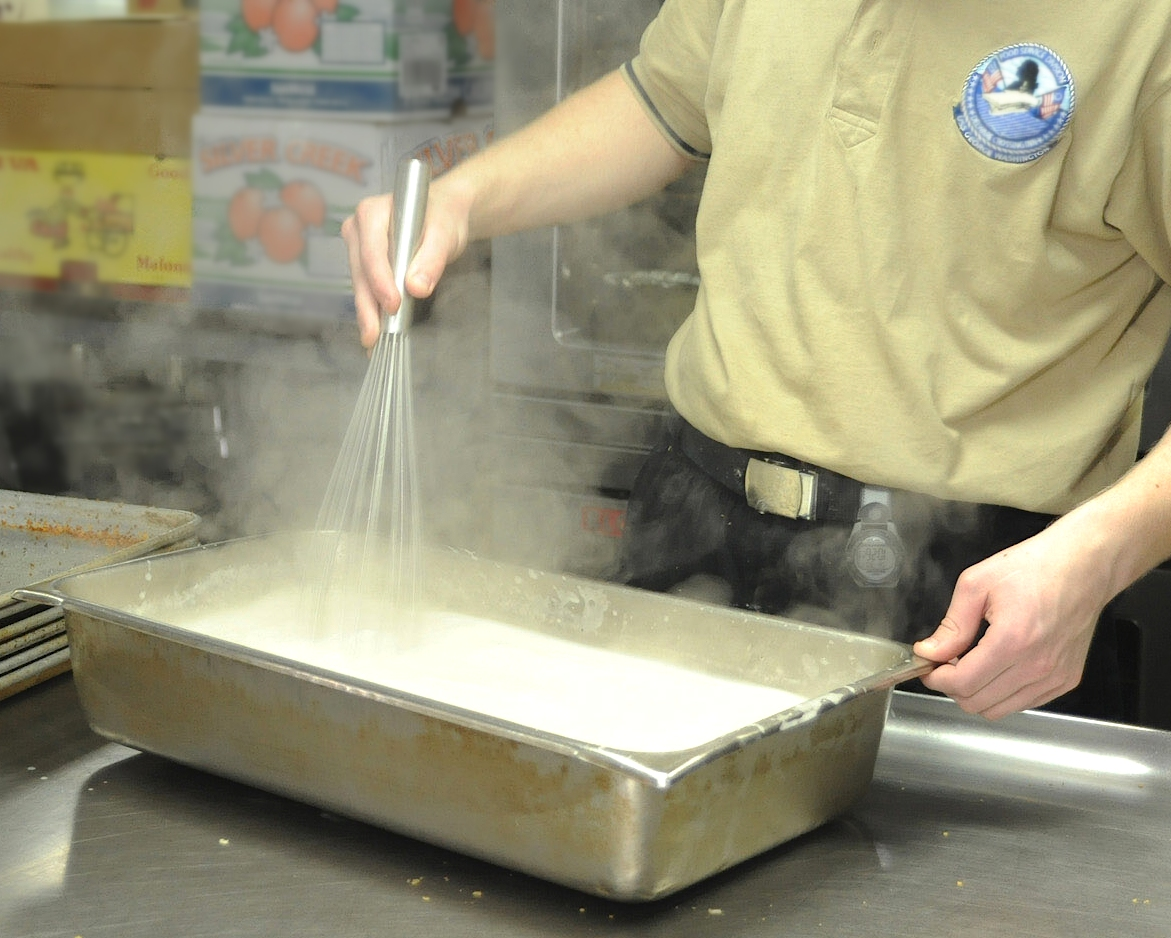
Aufschlagen (Montieren) einer heißen Sauce, hier vor deren Ausgabe in einer Großküche

Unter Montieren (franz. monter ‚steigen‘) versteht man das Aufschlagen von Saucen und Suppen oder eines Pürees mit dem Schneebesen. Meist wird dazu auch geschlagene Sahne oder kalte Butter eingeschlagen. Die Speise soll dadurch cremig, leicht und luftig werden. Durch das Montieren entsteht eine Fett-in-Wasser-Emulsion.
Beim Aufschlagen mit kalten oder gefrorenen Butterflocken werden diese in die Sauce oder Suppe eingerührt. Um eine Gerinnung zu vermeiden, darf die Suppe nicht mehr kochen. Als Montieren wird auch das Aufschlagen von Eiweiß zu Eischnee bezeichnet.
Das Montieren geschieht unmittelbar vor dem Servieren, da die Gefahr besteht, dass sich die Komponenten nach kurzer Zeit wieder trennen. Auch darf eine derart gebundene Soße nicht wieder erhitzt werden, da sonst die Emulsion „bricht“ und sich wieder entmischt.